# Victorin-Hippolyte Jasset
 Victorin-Hippolyte Jasset (30. březen 1862 – 22. červen 1913) byl francouzský průkopník filmu, režisér, scenárista a výtvarník, který se do filmové historie zapsal jako tvůrce prvních filmových seriálů, ve kterých na filmové plátno uvedl mj. hrdinu amerických detektivních šestákových románů Nicka Cartera nebo banditu Zigomara.

## Život a dílo
Victorin Jasset se narodil 30. března 1862 ve Fumay ve francouzských Ardenách. Než se začal věnovat novému filmovému médiu, pracoval jako malíř a dekoratér. Své první významné filmy natočil v ateliérech francouzské filmové společnosti Gaumont. Šlo zejména o film  Sen kuřáka opia (Les Rêves du fumeur d'opium; 1905) a Kristův život (La Vie du Christ; 1906), který natočil společně s Alicí Guyovou. Pro neshody s Leónem Gaumontem společnost opustil a od roku 1906 natáčel své filmy pro společnost Eclair, kde byl v roce 1907 jmenován ředitelem produkce. Pro společnost Eclair natočil až do své předčasné smrti v roce 1913 několik filmových seriálů z nichž nejznámější je série filmů, v nichž v pařížských reáliích vystupuje oblíbený detektiv z amerických šestákových románů Nick Carter (1908–1911) nebo maskovaný bandita Zigomar (1911–1913). 22. června 1913, uprostřed natáčení nového filmového seriálu s názvem Protéa (Protéa; 1913), Victorin Jasset ve věku 51 let umírá.

## Filmografie (výběrová)
- Sen kuřáka opia (Les Rêves du fumeur d'opium; 1905)
- Esmeralda (Esmeralda; 1906)
- Kristův život (La Vie du Christ; 1906)
- Nick Carter, král detektivů (Nick Carter, le roi des détectives; 6 epizod; 1908)
- Don César de Bazan (Don César de Bazan; 1909)
- Filip Sličný a templáři (Le Roi Philippe le Bel et les templiers; 1910)
- Zigomar (Zigomar; 1911)
- Zigomar kontra Nick Carter (Zigomar contre Nick Carter; 1912)
- V černém kraji (Au pays noir; 1912)
- Zigomar „úhoří kůže“ (Zigomar peau d'anguille; 1913)
- Protéa (Protéa; 1913)